# پارک ملی سرنگتی
پارک ملی سرنگتی پارکی ملی در ناحیه سرنگتی در تانزانیا است. این منطقه به خاطر مهاجرت سالانه بیش از یک و نیم میلیون گاو وحشی آفریقایی و ۲۵۰٬۰۰۰ گورخر در آن معروف شده‌است. به خاطر وسعتش و تعداد زیاد جانوران و درندگان در آن، این پارک اغلب به عنوان بهترین اندوخته طبیعی (nature reserve) در قاره آفریقا شناخته می‌شود.

## حیات وحش
به جز مکانی مناسب برای مهاجرت سم‌داران، این پارک پناهگاه دیگر جانوران از جمله درندگانی چون شیر است. مهم‌ترین جانداران این پارک طبیعی به شرح زیر هستندک
- شیر: سرنگتی بزرگترین جمعیت شیرهای آفریقا را در خود جای داده و این به دلیل زیاد بودن طعمه برای این جانوران در این منطقه است. هم‌اکنون نزدیک به ۳۰۰۰ شیر در این زیست‌بوم زندگی می‌کنند.
- پلنگ آفریقایی: این جانوران گوشه‌گیر بیشتر در منطقه سرونرا دیده می‌شوند ولی با جمعیتی بالغ بر ۱۰۰۰ عدد، در سراسر پارک پراکنده هستند.
- فیل آفریقایی: جمعیت این گونه پس از کاهش شدید در دهه ۱۹۸۰ به دلیل شکار غیر قانونی، در حال افزایش است. آن‌ها بیشتر در مناطق شمالی پارک حضور دارند.
- کرگدن سیاه: تعداد این جانوران در پارک به دلیل شکار غیرقانونی بسیار کم شده و به ندرت چند عدد از آن‌ها از مرزهای شمالی وارد پارک می‌شوند.
- گاومیش آفریقایی: با تعداد فراوان، این جانوران گله‌های بسیار با سلامتی خوب در پارک دارند ولی به دلیل بیماری تعدادشان اندکی کم شده‌است.

سرنگتی همچنین سکونتگاه گونه‌های دیگری چون یوز، آهو، توپی، کفتار، انتر، ایمپالا، سگ وحشی آفریقایی، و زرافه است.